# Середюк Володимир Іванович
Володимир Іванович Середюк (нар. 24 жовтня 1970) — радянський та український футболіст, що грав на позиції нападника і півзахисника. Відомий за виступами у складі низки українських команд різних ліг та білоруської команди «Гомсільмаш» у найвищому білоруському дивізіоні.

## Клубна кар'єра
Володимир Середюк розпочав виступи на футбольних полях у 1987 році, зігравши 1 матч у складі команди другої ліги «Прикарпаття» з Івано-Франківська, яка цього року стала бронзовим призером чемпіонату УРСР, що розігрувався у рамках зонального турніру другої ліги. У 1992 році футболіст грав у складі команди найвищого білоруського дивізіону «Гомсільмаш», зіграв у її складі 11 матчів у чемпіонаті Білорусі. Наступного року Середюк повернувся в Україну, де грав у складі аматорських команд «Лімниця» (Перегінське) та «Ялинка» (Великий Бичків). У 1995 році Володимир Середюк став гравцем команди другої української ліги «Хімік» з Калуша. У сезоні 1998—1999 років футболіст грав у складі аматорської команди «Техно-Центр» з Рогатина. На початку 2000 року Володимир Середюк став гравцем команди другої ліги«Нафтовик» з Долини, й у середині 2000 року завершив виступи на футбольних полях.